# Alfredo Rodríguez y Pacheco
Alfredo Rodríguez y Pacheco (Peto, Yucatán, 11 de agosto de 1959) es un político mexicano, miembro del Partido Acción Nacional, ha sido diputado federal y senador.
Es licenciado en Contabilidad por la Universidad Autónoma de Yucatán y tiene un postgrado de Especialización en Finanzas en la misma institución. Es miembro del PAN desde 1982. Ha sido tesorero, secretario general y presidente estatal del PAN, este último cargo de 2000 a 2003, regidor al Ayuntamiento de Mérida de 1991 a 1993 y diputado al Congreso de Yucatán de 1998 a 2000.
Electo diputado federal plurinominal a la LIX Legislatura de 2003 a 2006 y senador por Yucatán para el periodo de 2006 a 2012.